# Arbeitsförderungsrecht
Das Arbeitsförderungsrecht ist ein zentraler Gegenstand der Arbeitsmarktpolitik.

## Geschichte
Das Arbeitsförderungsrecht wurde in Deutschland mit dem Arbeitsförderungs-Reformgesetz vom 24. März 1997 mit Wirkung zum 1. Januar 1998 als Drittes Buch Sozialgesetzbuch (SGB III) in das Sozialgesetzbuch eingeordnet, wodurch das Arbeitsförderungsgesetz (AFG) abgelöst wurde. Das SGB III regelt unter anderem die Arbeitslosenversicherung und somit einen der wichtigsten und politisch umstrittensten Bereiche der gesetzlichen Sozialversicherung.
Mit den Gesetzen für moderne Dienstleistungen am Arbeitsmarkt (Hartz I-IV) wurde das Arbeitsförderungsrecht in den Jahren 2003 bis 2006 grundlegend reformiert, insbesondere durch Zusammenlegung von Arbeitslosenhilfe und Sozialhilfe zum Arbeitslosengeld II.

## Zielsetzung
Die wesentlichen arbeitsmarktpolitischen Schwerpunkte zur Durchführung der Arbeitsförderung in der 18. Legislaturperiode (2013–2017) sind in der Rahmenzielvereinbarung zwischen dem Bundesarbeitsministerium und der Bundesagentur für Arbeit vom 15. Dezember 2014 festgehalten (§ 1 Abs. 3 SGB III). Diese sind insbesondere die Förderung von Arbeitslosen, die ein Jahr und länger arbeitslos sind (Vermeidung und Abbau von Langzeitarbeitslosigkeit, § 18 SGB III)  die Gleichstellung von Frauen und Männern auf dem Arbeitsmarkt und die Stärkung des inklusiven Bildungs- und Arbeitsmarktes.
Soweit die Eingliederung in Arbeit bezweckt ist, zählt auch das Sozialgesetzbuch Zweites Buch (SGB II) zum Arbeitsförderungsrecht (§ 1 SGB II, Arbeitsförderung in der Grundsicherung für Arbeitssuchende). Die Arbeitsagenturen sind verpflichtet, eng mit den Grundsicherungsträgern zusammenzuarbeiten (§ 9a SGB III).

## Gesamtgesellschaftliche Bedeutung
Ein hoher Beschäftigungsstand und die Einbindung der Arbeitsförderung in die beschäftigungspolitischen Ziele der jeweiligen Sozial-, Wirtschafts- und Finanzpolitik (§ 1 Abs. 1 Satz 4 und 5 SGB III) tragen zum gesamtwirtschaftlichen Gleichgewicht bei (Art. 109 Abs. 2 GG). Das Arbeitsförderungsrecht wird daher durch gesetzgeberische Maßnahmen im Sozialversicherungs-, Arbeits- und Steuerrecht, die sich auf die Beschäftigungsverhältnisse auswirken, ergänzt. Beispiele sind Regelungen über die geringfügige Beschäftigung, Leiharbeit oder der Mindestlohn.